# 韋瑟比 (密蘇里州)
韋瑟比（英語：Weatherby）是位於美國密蘇里州迪卡爾布縣的村。

## 人口
根據2020年美國人口普查的數據，韋瑟比的面積為0.31平方千米，皆為陸地。當地共有人口80人，而人口密度為每平方千米258人。